# Ben 10: Dokonalý mimozemšťan
Ben 10: Dokonalý mimozemšťan (v anglickém originále Ben 10: Ultimate Alien)  je americký animovaný sci-fi televizní seriál vytvořený skupinou Man of Action, která se skládá z Duncana Rouleaua, Joea Caseyho, Joea Kellyho a Stevena T. Seagla, a produkovaný studiem Cartoon Network Studios. 
Seriál měl mít premiéru po skončení seriálu Ben 10: Síla vesmíru 26. března 2010, ale nakonec měl premiéru 23. dubna 2010 v USA a ve Spojeném království. V Indii a v Latinské Americe měl premiéru 10. října 2010. V Kanadě se seriál začal vysílat od 12. září 2010 na stanici Teletoon.
Finále seriálu bylo odvysíláno 31. března 2012, jako dvoudíl "The Ultimate Enemy", na památku tvůrce a producenta seriálu Dwayna McDuffieho, který zemřel během výroby seriálu.

## Obsazení

### Hlavní postavy
- Yuri Lowenthal / Petr Neskusil jako Benjamin Kirby "Ben" Tennyson / Ben 10
- Ashley Johnson / Terezie Taberyová jako Gwendolyn "Gwen" Tennyson
- Greg Cipes / Oldřich Hajlich jako Kevin Ethan Levin

### Vedlejší postavy
- Paul Eiding / Zdeněk Maryška jako Magister Maxwell "Max" Tennyson / Děda Max
- Vyvan Pham jako Julie Yamamoto, Ship (Loď)
- David McCallum jako Professor Paradox / Time-Walker (Profesor Paradox / Časochodec)
- Jeff Bennett jako Azmuth
- Alexander Polinsky jako Argit
- Matt Levin jako Cash Murray
- Scott Menville jako J.T.
- Chris Pratt jako Cooper Daniels
- Dee Bradley Baker jako Bivalvan, P'andor, Andreas, Ra'ad
- John DiMaggio jako Galapagus, Colonel Rozum
- Scott Menville jako James "Jimmy" Jonah Jones
- Molly C. Quinn jako The Unimatrix / Eunice
- Peter Renaday jako Sir George / Georgius / The First Knight
- Patrick Cavanaugh jako Squire Winston (Panoš Winston)

### Tennysonova rodina
- Yuri Lowenthal jako Carl Tennyson
- Beth Littleford jako Sandra Tennyson
- Juliet Landau jako Natalie Tennyson, Verdona

### Další postavy
- Vyvan Pham  jako Mrs. Jones
- Ashley Johnson jako Pierce's Girlfriend, Carol Smith
- Peter MacNicol jako Mr. Webb
- J.K. Simmons jako Magister Prior Gilhil
- Kim Mai Guest jako Lucy
- Kamali Minter jako Trina
- Tara Platt jako Jennifer Nocturne
- Kevin Michael Richardson jako Magister Pyke (Magister Štika), Kwarrel
- Tara Strong jako Serena / Alien X
- Fred Tatasciore jako Quince
- Xander Berkeley jako Trukk
- Zeno Robinson jako Alan Albright / Heatblast / Heatblast Jr. (Horkohlav Alan)
- Rob Paulsen jako Baz-El
- Brian George jako Egor
- Yuri Lowenthal jako The Galvan Teacher, The Mechamorph Guard, Jeff
- Miguel Ferrer jako Magister Hulka
- James Arnold Taylor jako Brannigan, Actor Fridge / Big Chill (Krutá zima), The Vilgax Actor
- Olivia Hack jako Emily
- Adam Wylie jako Pierce Wheels
- Richard Doyle jako Ignacius Baumann
- Jeff Bennett jako Haplor, Actor Hugh / Humungousaur (Obrosaurus Hugo), Magister Labrid, Bellicius / Alien X, Upangon Vreedle / Pa Vreedle
- John DiMaggio jako Actor Swamps / Swampfire (Močálník), Centur Squaar, Spellbinder, foreverduke838, Magister Coronach
- Dee Bradley Baker jako The Cerebrocrustacean actor, The Piscciss Volann Actor, The Gourmand actor, Ignaceous, Yeti, Blowfish, The Sentinel, Barry, Harvey Hackett
- Keone Young jako Ishiyama
- Yeni Álvarez jako Dr. Borges
- Vicki Lewis jako Agent Locke
- Bill Mumy jako Agent Bryson
- Tress MacNeilleová jako Zennith
- Khary Payton jako Hex
- Marianne Muellerleile jako Maureen Nocturne
- Danny Jacobs jako Dr. Randolph Pervis

### Alternativní budoucnost
- Sean Donnellan / Petr Neskusil jako Benjamin Kirby "Ben" Tennyson / Ben 10,000, Ultimate Ben (Super Ben)

### Race Against Time Timeline
- Graham Phillips / Petr Neskusil jako Benjamin Kirby "Ben" Tennyson / Ben 10
- Haley Ramm / Terezie Taberyová jako Gwendolyn "Gwen" Tennyson
- Lee Majors / Zdeněk Maryška jako Magister Maxwell "Max" Tennyson / Děda Max

### Mimozemšťané (Benovy mimozemské inkarnace)

#### Původní mimozemšťané
- Yuri Lowenthal / Bohdan Tůma jako Alien X, Upgrade (Aktulák)
- Dee Bradley Baker / Bohdan Tůma jako AmpFibian, Armodrillo (Rukovrtač), Big Chill (Krutá zima), Brainstorm (Mozkovna), Cannonbolt (Kanoňák), ChamAlien, Chromastone (Chromokam), Clockwork (Časostroj), Diamondhead (Diamantovec), Eatle (Sním to), Echo Echo, Fasttrack (Rychlík), Four Arms (Čtyřhnát), Goop (Lepka), Heatblast (Horkohlav), Humungousaur (Obrosaurus), Jetray (Rejnotrysk), Jury Rigg (Výstrojář), Lodestar (Polárka), Nanomech, NRG (Energie), Spidermonkey (Pavučinoop), Swampfire (Močálník), Terraspin (Zemětoč), Upchuck (Plivač), Water Hazard (Vodohazard), Way Big (Megoun), Wildmutt (Vořech)
- Jeff Bennett / Bohdan Tůma jako Zs'Skayr / Ghostfreak (Duchošil)
- John DiMaggio / Bohdan Tůma jako Rath (Ras)
- Fred Tatasciore / Bohdan Tůma jako Ripjaws (Čelisťák)
- David Kaye jako Shocksquatch
- Jim Ward / Bohdan Tůma jako XLR8 (Akcelerátor)

#### Upgrade mimozemšťanů
- Dee Bradley Baker / Bohdan Tůma jako Ultimate Big Chill (Super Krutá zima), Ultimate Cannonbolt (Super Kanoňák), Ultimate Echo Echo (Super Echo Echo), Ultimate Humungousaur (Super Obrosaurus), Ultimate Spidermonkey (Super Pavučinoop), Ultimate Swampfire (Super Močálník), Ultimate Way Big (Super Megoun), Ultimate Wildmutt (Super Vořech)

#### Sentient Ultimate Forms
- Dee Bradley Baker / Bohdan Tůma jako Sentient Ultimate Big Chill, Sentient Ultimate Cannonbolt, Sentient Ultimate Echo Echo, Sentient Ultimate Humungousaur, Sentient Ultimate Spidermonkey, Sentient Ultimate Swampfire

#### Inspector 13
- Dee Bradley Baker / Bohdan Tůma jako Echo Echo, Terraspin (Zemětoč), Four Arms (Čtyřhnát)
- Ashley Johnson / Terezie Taberyová jako Diamondhead Gwen (Diamantovec Gwen), Clockwork Gwen (Časostroj Gwen), Humungousaur Gwen (Obrosaurus Gwen), Murk Upchuck Gwen(Plivač Gwen), Rath Gwen (Ras Gwen)
- Greg Cipes / Oldřich Hajlich jako Jetray Kevin (Rejnotrysk Kevin), Wildmutt Kevin (Vořech Kevin), Way Big Kevin (Megoun Kevin), Nanomech, AmpFibian Kevin

### Zločinci

#### Hlavní
- John DiMaggio / Zdeněk Maryška jako Aggregor / Ultimate Aggregor, Diagon
- James Remar jako Vilgax
- Dee Bradley Baker jako Psyphon

#### Vedlejší
- John DiMaggio jako William "Will" Harangue, Herbert J. Zomboni / Zombozo, Vulkanus, Adwaita, Conduit Edwards, Octagon Vreedle
- Christopher McDonald jako Carl Nesmith / Captain Nemesis
- Kari Wahlgren jako Hope / Charmcaster (Zaklínačka)
- Dee Bradley Baker jako Stone Creatures, The Mutant Frog, The Mutant Chickens, The Mutant Chicken Leader
- Wil Wheaton jako Michael Morningstar / Darkstar (Temnohvězd)
- Yuri Lowenthal / Michal Holán jako Albedo
- Tia Texada jako Elena Validus
- Brian George jako Dr. Victor Emilio Validus
- Dwight Schultz jako Dr. Aloysius James Animo / D'Void
- Rob Paulsen jako Rhomboid Vreedle

#### Forever Knights (Rytíři Navždy)
- Richard Doyle jako Driscoll, Enoch
- Michael York jako Patrick
- Hakeem Kae-Kazim jako Connor
- Jim Piddock jako Urian
- Greg Ellis jako Sir Dagonet / Knighty McKnighterson, Squire (Panoš)
- Dee Bradley Baker jako Sir Reginald
- Robin Atkin Downes jako Sir Cyrus

#### Další
- Dee Bradley Baker jako Sevenseven (Sedm sedm), Ssserpent, The Plant Alien, Trumbipulor / Greatest Evil Genius, Prisoner 775, Inspector 13
- Kari Wahlgren jako Rojo
- Peter MacNicol jako Oliver Thompson
- Yuri Lowenthal jako Buzz, The Synthroid
- Fred Tatasciore jako Hammer / Big Boy, Surgeon, Strabismus
- Nicholas Guest jako Simons
- Xander Berkeley jako Morgg / Warden Morgg
- Powers Boothe jako Sunder / Sunder the Retriever
- Peter Stormare jako King Xarion / King Viktor
- Greg Ellis jako Prince Gyula Xarion
- Ashley Johnson jako Sunny
- Jason Marsden jako Antonio / Doofus
- James Arnold Taylor jako Kolar
- Yuri Lowenthal a Sean Donnellan jako Eon / Alternate Ben Tennyson / Evil Ben Tennyson
- Richard McGonagle jako Psyphon's Minion
- Diedrich Bader jako Simian
- Jon Polito jako Mizaru / Crimelord Mizaru
- Kevin Michael Richardson jako Milleous
- John DiMaggio jako The Garbage Monster / A Toxic Ecological Nightmare
- Diane Delano jako Ma Vreedle, Dodecahedron "Dody" Vreedle, Pretty Boy Vreedle
- Bumper Robinson jako The Techadon Robots

## Řady a díly
| Řada    | Díly    | Premiéra v USA     | Premiéra v USA     |
| Řada    | Díly    | První díl          | Poslední díl       |
| ------- | ------- | ------------------ | ------------------ |
| 1       | 20      | 23. dubna 2010     | 10. prosince 2010  |
| 2       | 12      | 4. února 2011      | 29. dubna 2011     |
| 3       | 20      | 16. září 2011      | 31. března 2012    |
| Speciál | Speciál | 25. listopadu 2011 | 25. listopadu 2011 |

## Crossover
Crossover mezi seriály Ben 10: Dokonalý mimozemšťan a Generator Rex, pod názvem "Ben 10 / Generator Rex: Heroes United", byl odvysílán 25. listopadu 2011.

## Vydání na DVD
| Název                                               | Řada | Poměr stran | Počet dílů      | Délka     | Datum vydání                        |
| --------------------------------------------------- | ---- | ----------- | --------------- | --------- | ----------------------------------- |
| 1. Ben 10: Ultimate Alien – Escape From Aggregor    | 1    | 16 : 9      | 10 (díly 1–10)  | 223 minut | 11. ledna 2011 1. prosince 2010     |
| 2. Ben 10: Ultimate Alien – Power Struggle          | 1    | 16 : 9      | 10 (díly 11–20) | 230 minut | 3. května 2011 5. dubna 2011        |
| 3. Ben 10: Ultimate Alien – The Return of Heatblast | 2    | 16 : 9      | 10 (díly 21–30) | 230 minut | 2. srpna 2011 11. září 2011         |
| 4. Ben 10: Ultimate Alien – The Wild Truth          | 2    | 16 : 9      | 12 (díly 31–42) | 276 minut | 6. prosince 2011 30. listopadu 2011 |
| 5. Ben 10: Ultimate Alien – The Ultimate Ending     | 2    | 16 : 9      | 10 (díly 43–52) | 220 minut | 17. dubna 2012 21. března 2012      |